# Order Domowy (Holandia)
Order Domowy (niderl. Huisorde) – order domowy Królestwa Niderlandów powstały 30 listopada 1969 w wyniku podziału Orderu Domowego Orańskiego. Przyznawany jest wyłącznie obywatelom holenderskim za osobiste zasługi dla monarchy lub rodu królewskiego.
Podzielony jest na trzy klasy:
- I klasa: Krzyż Wielki (Grootkruis),
- II klasa: Krzyż Wielki Honorowy (Groot Erekruis) lub Komandor (Commandeur),
- III klasa: Krzyż Honorowy (Erekruis) lub Oficer (Officier)[3].

Krzyż Wielki jest nadawany tylko członkom królewskiego rodu. W latach 1969–2012 nadano: I klasę – 6 razy, II klasę – 12 razy, III klasę – 334 razy, łącznie – 352 razy.